# 刘运来
刘运来（1936年9月—），男，福建泉州人，中华人民共和国物理教育家，江西师范大学附属中学校长，特级教师，全国劳动模范，曾任中国民主促进会中央委员会常务委员，江西省政协副主席。

## 家庭
女儿是南昌大学教授刘三秋。